# Kotovice
Obec Kotovice (německy Gottowitz, zastarale Kottowitz) se nachází v okrese Plzeň-jih, kraj Plzeňský. Žije zde 298 obyvatel.

## Části obce
- Kotovice
- Nový
- Záluží

V letech 1960–1976 k obci patřily i Hoříkovice.

## Historie
První písemná zmínka o obci pochází z roku 1272.

## Galerie

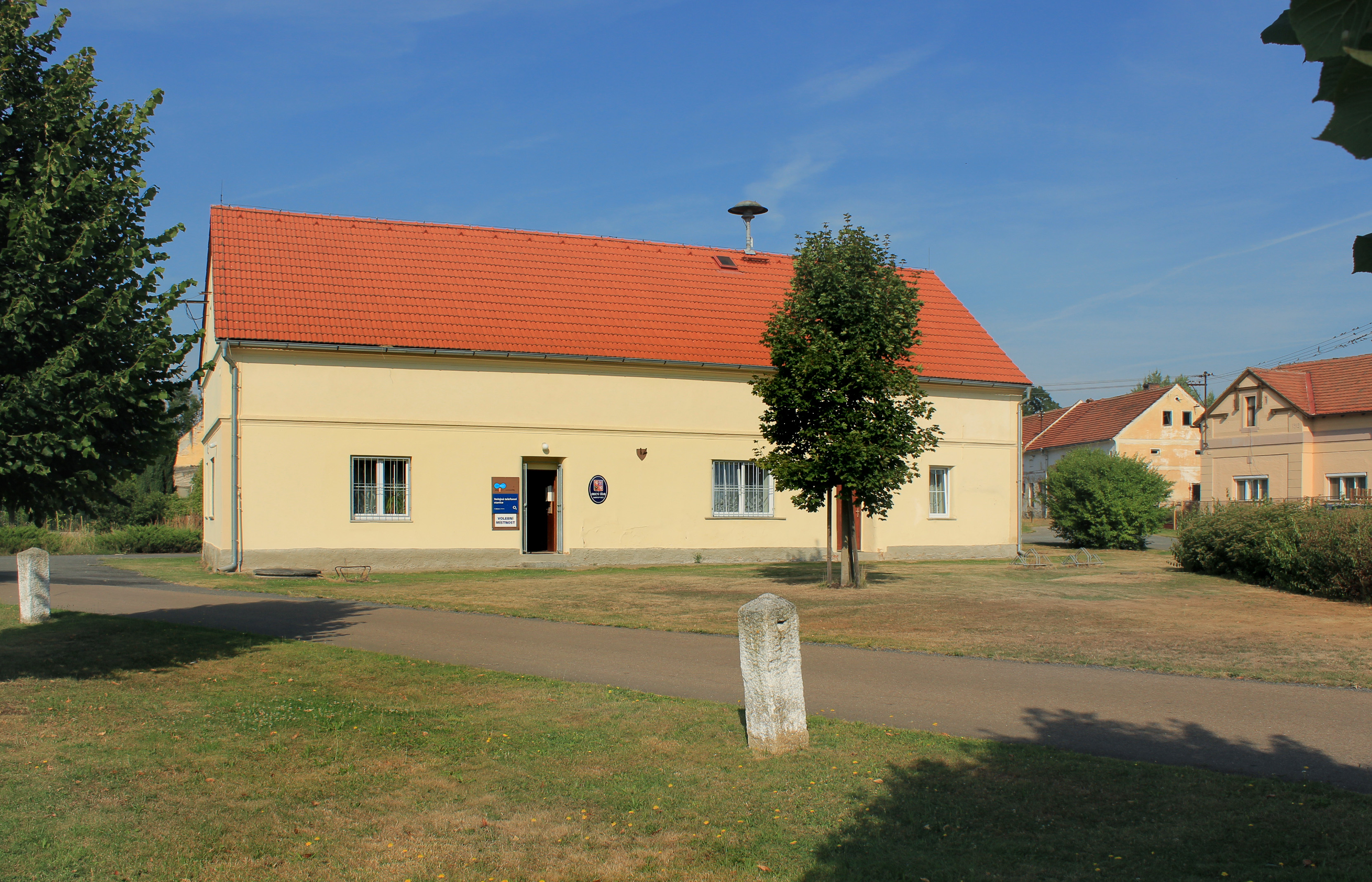
Obecní úřad
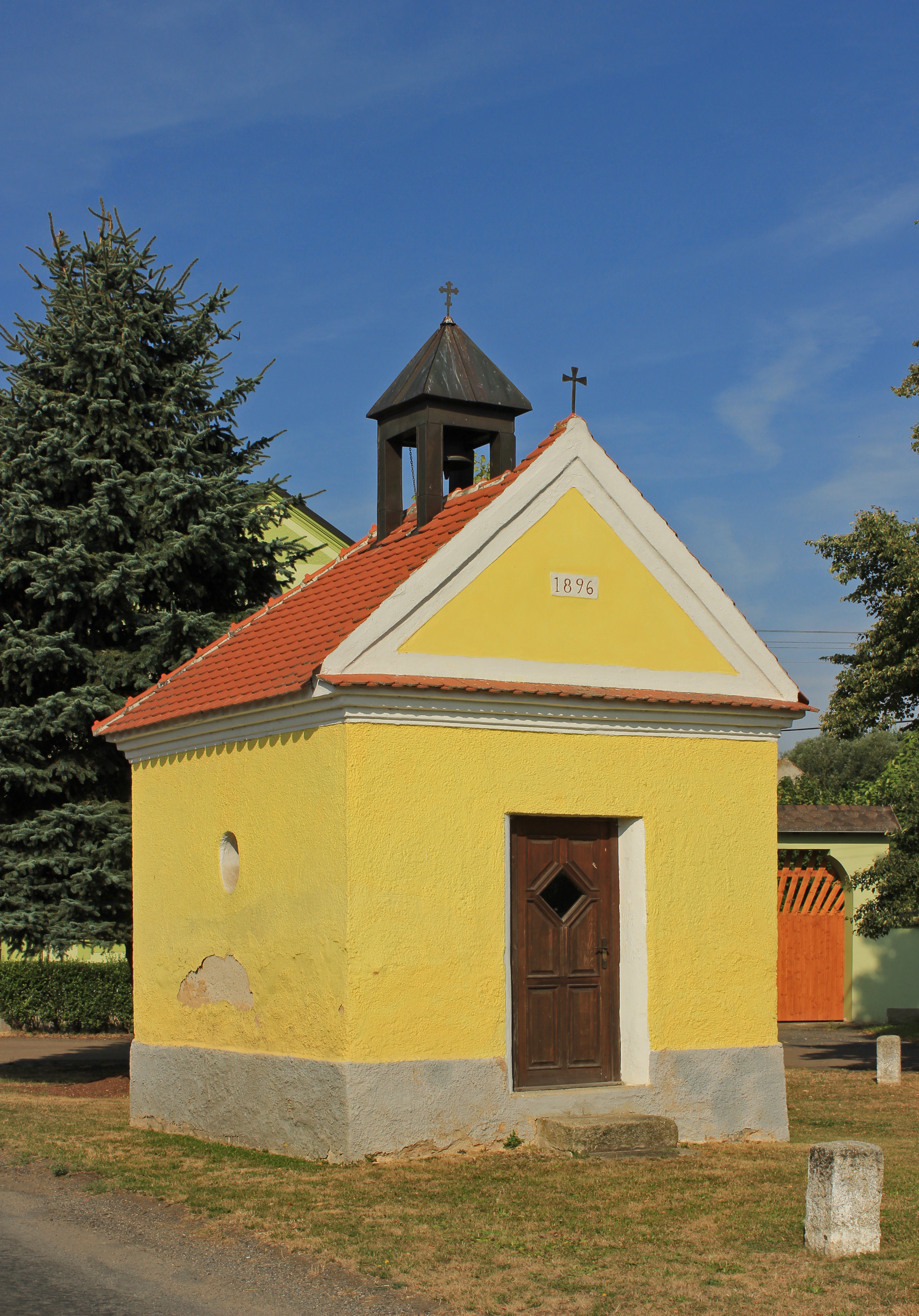
Kaple na návsi
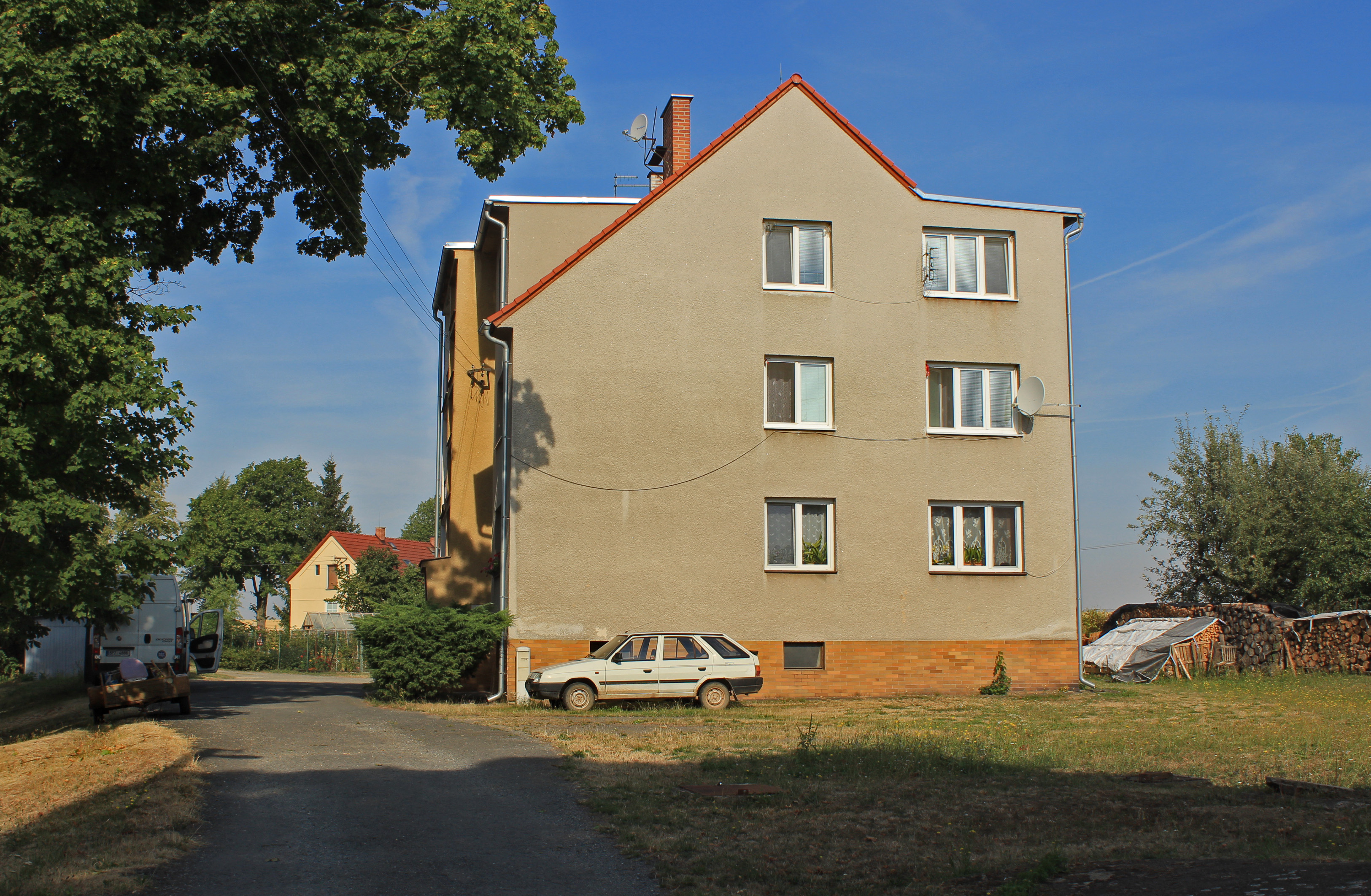
Bytovky na východě vesnice
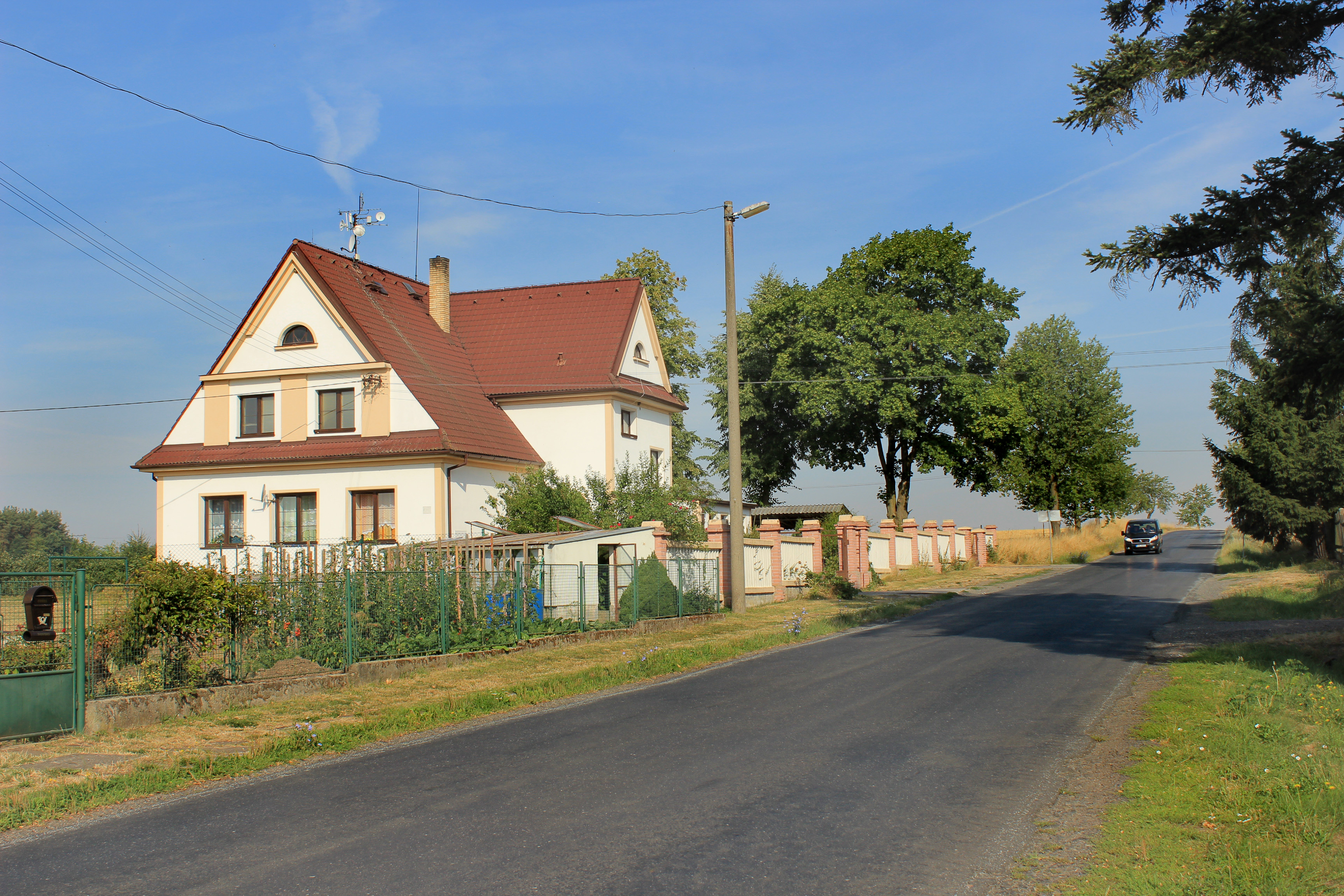
Hlavní silnice směrem k Přehýšovu